# 植田敏郎
植田 敏郎（うえだ としろう、1908年1月17日 - 1992年10月21日）は、日本のドイツ文学者・翻訳家。静岡高等学校教授、東京外国語学校教授、学習院教授、学習院大学教授、一橋大学教授、東北歯科大学教授を歴任。

## 経歴
広島県広島市生れ。旧制広島高等師範学校附属中学校、旧制広島高校を経て1931年東京帝国大学独文科卒、同年渡欧、ウィーン大学、ボン大学、ベルリン大学で学び1936年帰国。1937年静岡高等学校教授。専門はゲーテ時代のドイツ文学で、のち東京外国語学校教授、学習院教授、1949年学習院大学教授、1953年一橋大学社会学部教授、1971年定年となり東北歯科大学教授。1973年『クリュス選集』の翻訳により日本翻訳文化賞受賞。1992年『巖谷小波とドイツ文学 <お伽噺>の源 』で日本児童文学学会賞受賞。
児童文学の抄訳、再話など、特に日独の児童文学の架け橋となる著作翻訳を多数手掛けた。またビールに関する随筆も多い。晩年、比較文学的な著作も上梓した。

## 著書
- 『新ドイツ語教室』（第三書房） 1949
- 『新ドイツ語基礎講座』全3巻（星野慎一共著、第三書房） 1950
- 『ビール巡礼』（白水社） 1954
- 『ドイツ語の初歩』（第三書房） 1955
- 『ほろにが随筆』（河出新書） 1956
- 『ビールの本』（東京創元社） 1958
- 『ドイツ語・ビール・ドイツ語』（白水社） 1961
- 『涙なしのドイツ語』（白水社） 1961
- 『珈琲天国』（朝日新聞社） 1961
- 『巷のドイツ語』（大学書林） 1961
- 『ドイツ語会話 35章』（郁文堂出版） 1962
- 『ビールのすべて』（中央公論社） 1962
- 『ビール天国』（牧書店） 1963
- 『裸天国 世界浴場物語』（宮川書房） 1967
- 『北欧神話の口承』（鷺の宮書房） 1968
- 『定本・ビール読本』（日本経済新聞社） 1972
- 『宮沢賢治とドイツ文学 <心象スケッチ>の源』（大日本図書） 1989
のち講談社学術文庫 1994
- 『巖谷小波とドイツ文学 <お伽噺>の源』（大日本図書） 1991
- 『森鷗外の『独逸日記』 <鴎外文学>の淵』（大日本図書） 1993

## 翻訳
- 『ドイツ民族作家全集 6 三十人の踊り手』（カルル・ギンツカイ(Karl Franz Ginzkey)、実業之日本社） 1943

- 『ちびくろとこがねひめ』（レアンダー(Richard Leander)、実業之日本社） 1950
- 『人間の尊厳について』（ピコ・デラ・ミランドラ、創元社、哲学叢書） 1950

- 『地下室の冒険』（リロ・イエンセン、毎日新聞社） 1951
- 『彼等の一人』（H・アレクサンダー(Herbert Alexander)、早川書房） 1951
- 『最後の市民』（エルンスト・グレーザー(Ernst Glaeser)、遠藤慎吾共訳、早川書房） 1951
- 『シュニツラー選集 第2巻 深夜の賭博』（実業之日本社） 1951

- 『愛の一家』（ザッパー、講談社、世界名作全集） 1952
- 『ちびのムックの時間です』（アレクサンダー(Herbert Alexander)、中央公論社、ともだちシリーズ3） 1952

- 『グスターフの冒険』（アレクサンダー(Herbert Alexander)、中央公論社、ともだちシリーズ19） 1953
- 『ツイーゼルちゃん』（ベルゲングリューン(Werner Bergengruen)、岩波少年文庫） 1953
- 『アルプスの山の少女ハイジ・ひつじ飼いの少年モニー』（ヨハンナ・スピリ、創元社、世界少年少女文学全集） 1953
- 『アトム』（Atom、K.シェンチンガー(Karl Aloys Schenzinger)、ダヴィッド社） 1953
改題『原子力をさぐる人々』ダヴィッド社　1956
- 『飛ぶ教室』（ケストナー、講談社、世界名作全集） 1953

- 『西洋ウイット横丁』（朝日新聞社、朝日文化手帖25） 1954

- 『悪童物語』（トーマ (Ludwig Thoma)、創元社、世界少年少女文学全集） 1955
- 『グリム童話全集 3』（河出書房） 1955
- 『デジレ物語』全3巻（A.セリンコ(Annemarie Selinko)、鎌倉書房） 1955
- 『愛のてびき』（ルードヴィヒ・ライナース(Ludwig Reiners)、白水社） 1955
- 『幸福のてびき』（ルードヴィヒ・ライナース、白水社） 1955
- 『グリム童話集 1 － 2』（新潮文庫、1954 - 1955）
- 『どいつ微笑読本』（白水社） 1955

- 『ほらふき男爵』（ビュルガー(Gottfried August Bürger)、筑摩書房）　1956
- 『ハンス月世界へいく』（Hans Hardts Mondfahrt、ガイル(Otto Willi Gail)、講談社、少年少女世界科学冒険全集6） 1956
- 『宇宙島の少年』（Astropol、フリッツ(Alfred Fritz)、講談社、少年少女世界科学冒険全集16） 1956
- 『こうのとりになった王さま』（ハウフ、トッパン、トッパンの絵物語） 1956
- 『乙女の湖』（ヴィッキィ・バウム、東京創元社、世界大ロマン全集8） 1956

- 『イルゼの幸福』（Der Trotzkopf、ローデン(Emmy von Rhoden)、講談社、世界少女小説全集2） 1957
- 『おおかみ少年ウォニ』（ヴィート(Leo Wied)、講談社、少年少女世界動物冒険全集4） 1957
- 『森の学級』（シュパイヤー(W. Speyer)、東京創元社、世界少年少女文学全集 第2部 7） 1957
- 『シャボン玉王子』（シュテンマー(Irene Stemmer)、講談社、現代児童名作全集1） 1957
- 『吸血鬼』（Vampir、H・H・エーヴェルス(Hanns Heinz Ewers)、東京創元社、世界大ロマン全集33） 1957

- 『小都会の悪童たち』（シュペル(Heinrich Spoerl)、東京創元社、世界少年少女文学全集 第2部 8）  1958
- 『楽しい少年』（ビョルンソン、東京創元社、世界少年少女文学全集第2部 11） 1958
- 『愛の家族』（ギェムス・セルマー(Gjems Selmer)、講談社、世界少女小説全集19） 1958

- 『少女グレートヘン』（ザッパー、講談社、世界名作全集164） 1959
- 『エミールとかるわざ師』（ケストナー(Erich Kästner)、講談社、少年少女世界文学全集23） 1959
- 『北欧の神話』（宝文館、中学生世界神話全集） 1959
- 『蜘蛛』（Die Spinne、エーヴェルス、東京創元社、世界恐怖小説全集11） 1959

- 『ピラミッドの秘密』（バウマン、講談社、世界ジュニアノンフィクション全集15） 1961

- 『バンビ』（ザルテン、講談社、少年少女世界文学全集22） 1962

- 『ムルケ博士の沈黙集』（ハインリヒ・ベル、筑摩書房、世界ユーモア文学全集13）  1962

- 『金のベール』（ロンメル(Alberta Rommel)、講談社、世界少女名作全集6） 1964
- 『ウィルヘルム＝テル物語・きえたアルプスの牧場』（フリッツ・ミュラーグッゲンビュール、講談社、オクスフォード世界の民話と伝説(スイス編）） 1964

- 『スケートをはいたうま』（ケストナー、集英社、母と子の名作童話） 1965

- 『ザリガニ岩の灯台』（ジェームス・クリュス、偕成社、世界の子どもの本11） 1966
- 『アルト・ハイデルベルク』（マイアー・フェルスター、旺文社文庫）1966

- 『トリーア森の三人のどろぼう』（イルムガルト・カリンケ、偕成社、世界の幼年どうわ9） 1967
- 『アンデルセン幼年童話全集 4 － 9』（実業之日本社） 1967
- 『点子ちゃんとアントン』（ケストナー、旺文社、旺文社ジュニア図書館2） 1967
- 『ゾルゲ諜報秘録』（ユリウス・マーダー、シュフリック、ペーネルト共著、朝日新聞社） 1967、朝日ソノラマ文庫 1986
- 『グリム童話集 全3冊（新版）』（新潮文庫） 1967

- 『小さなおばかさん』（A・ザッパー、大日本図書、子ども図書館） 1968
- 『隊商』（ハウフ(Wilhelm Hauff)、小学館、少年少女世界の名作文学28） 1968
- 『ゲーテ名言集』（ポプラ社） 1968
- 『わらいを売った少年』（クリュス、講談社、世界の名作図書館20） 1968
- 『マルチンのはつめい へんてこなきかいのはなし』（ジェームス・クリュス、偕成社） 1968
- 『神についての会話』（J・G・ヘルダー、第三書房） 1968

- 『みずうみ』（シュトルム、岩崎書店、ジュニア版世界の文学）1969
- 『パウリーネと風の中の王子』（ジェームス・クリュス、講談社） 1969
- 『風のうしろのしあわせの島』（クリュス、講談社、国際アンデルセン大賞名作全集） 1969
- 『フロレンティーネのいたずら日記』（クリュス、講談社、現代世界名作童話） 1969
- 『やせっぽちのフロレンティーネ』（ジェームス・クリュス、講談社） 1969
- 『怪奇小説傑作集 5』（原卓也共訳、創元推理文庫） 1969

- 『トーニオ・クレーガー』（トーマス・マン、旺文社文庫） 1970

- 『大草原の冒険』（ペーター・ベルガー、大日本図書） 1971
- 『少年と大きなさかな』（The little boy and the big fish、マックス・フェルタイス、講談社） 1971

- 『まほうをならいにいった少年』（ベヒシュタイン(Ludwig Bechstein)、文研出版、文研児童図書館） 1972

- 『くるみわり人形』（ホフマン、集英社、母と子の名作童話40） 1973
- 『世界の恐ろしい話』（偕成社、少年少女類別民話と伝説28） 1973
- 『あごひげ船長九つ物語』（ジェームス・クリュス、講談社、世界の児童文学名作シリーズ：クリュス選集4） 1973

- 『車輪の下』（ヘッセ、集英社、ジュニア版世界の文学5）1974

- 『ルーマニア日記』（カロッサ、旺文社文庫） 1976
- 『悲しみの王妃』（ツバアイク、集英社） 1976